# 俄羅斯的弗拉基米爾·基里洛維奇大公
弗拉基米爾·基里洛維奇（俄语：Влади́мир Кири́ллович；1917年8月30日—1992年4月21日），是俄羅斯皇室后裔。亚历山大二世的曾孙。自1938年到1992年間聲稱擁有俄羅斯沙皇皇位的皇位請求者 。